# Фреди Родригес
Фреди Родригес (на английски: Freddy Rodriguez) (роден на 17 януари 1975 г.) е американски актьор. Най-известен е с ролята си на Ектор Федерико „Рико“ Диас в сериала „Два метра под земята ООД“ на HBO.

## Личен живот
Със съпругата му имат двама синове.

## Частична филмография

### Филми
- 1995: „Разходка в облаците“
- 1998: „Не мога да чакам повече“
- 1999: „Разплата“
- 2001: „Добър съвет“
- 2003: „Хванете Папи“
- 2005: „Муча Луча: Завръщането на Ел Малефико“
- 2005: „Мечтател“
- 2005: „Черни дни“
- 2006: „Посейдон“
- 2006: „Жената от водата“
- 2006: „Боби“
- 2006: „Скуби-Ду: Пирати на борда“
- 2007: „Бибрутално“
- 2008: „У дома за празника“
- 2012: „Войници на съдбата“

### Телевизия
- 1999: „Маса за петима“
- 2001–2005: „Два метра под земята ООД“
- 2002: „Семейство Прауд“
- 2003–2004: „Смешно отделение“
- 2004: „Статичен шок“
- 2005–2006: „Малките титани“
- 2005: „Дани Фантома“
- 2005: „Американски татко!“
- 2007: „Спешно отделение“
- 2007–2010: „Грозната Бети“
- 2011–2013: „Генератор Рекс“
- 2012: „Възприятие“
- 2013: „Младежка лига“
- 2014–2015: „Нощна смяна“
- 2014: „Семейният тип“
- 2014: „Малки титани: В готовност!“
- 2015: „Върховният Спайдър-Мен“
- 2016–: „Бул“